# Oronzo di Lecce
Oronzo (Rudiae, 22 – Lecce, 26 agosto 68) è stato un vescovo romano.
Secondo la tradizione, è stato eletto primo vescovo di Lecce e del Salento  dai Ss. Pietro e Paolo in persona; è venerato come santo dalla Chiesa cattolica e il suo culto è molto popolare nel Salento, dove è titolare di molti patronati, tra i quali quello sulla città di Lecce e tutta la diocesi. Alcune fonti riportano il nome Hermes al posto del sopracitato Oronzo. Si festeggia il 26 agosto giorno del martirio, il 1 settembre giorno in cui salvò il Salento dalla peste e il 13 marzo a Paola giorno in cui salvò la città dai Bruzi( bellicoso popolo italico). Il 23 novembre salvò Caprarica di Lecce da un terribile uragano, l'allora parroco del paese compose la poesia "Santu Ronzu te lu ruganu" che si recita tutt'oggi.

## Biografia
Oronzo nacque col nome Publio a Rudiae, antica località nei pressi di Lecce situata sulla via per la odierna San Pietro in Lama, 22 anni dopo la nascita di Cristo, da una nobile famiglia pagana. Il padre era tesoriere dell'imperatore e fu succeduto nella sua carica proprio dal figlio Publio all'età di 35 anni.
La leggenda vuole che un giorno san Paolo, l'Apostolo delle genti, consegnasse una sua Lettera (alcuni studiosi pensano che si tratti della celeberrima "Lettera ai Romani") a Tizio Giusto di Corinto, affinché la recapitasse a Roma. Mentre era in viaggio, Giusto fu sorpreso da una violenta tempesta, al largo delle coste salentine, che ne causò il naufragio presso l'attuale spiaggia di San Cataldo, ove fu salvato e curato da Publio e suo nipote Fortunato mentre si erano recati a caccia.
Giusto parlò a Publio dell'unico Dio e Publio, affascinato dalle verità evangeliche, abbracciò la fede cristiana, ricevendo il battesimo insieme a suo nipote Fortunato e cambiando il proprio nome in Oronzo, che significa "risorto".
Giusto e Oronzo cominciarono a predicare e furono denunciati dai sacerdoti pagani al pretore romano, che impose loro di offrire incenso a Giove nel tempio a lui dedicato. A questa imposizione Oronzo e Giusto si opposero e professarono la loro fede. Il pretore condannò Oronzo e Giusto alla flagellazione e li fece rinchiudere in carcere.
Scarcerato, Giusto andò a Roma da Pietro. Conclusa la propria missione nella capitale dell'impero, Tizio Giusto tornò a Lecce e, resosi conto dell'ardore apostolico che animava Oronzo e Fortunato, li invitò a seguirlo a Corinto, onde presentarli all'apostolo Paolo.
A Corinto furono accolti da Paolo, che, intravista l'anima grande del giovane leccese e di suo nipote, consacrò Oronzo primo vescovo di Lecce e della Japigia (l'odierna penisola salentina), dandogli quale compagno di apostolato il laico Tizio Giusto, e nominando Fortunato successore di Oronzo.
Tornati nel Salento, predicarono Cristo alla popolazione, convertendone buona parte, ma l'inasprimento delle persecuzioni contro i Cristiani voluta dall'imperatore Nerone (64 d.C.) con l'invio a Lecce del ministro Antonino, costrinse Oronzo e Giusto a un esilio forzato da Lecce. Così intrapresero un lungo viaggio missionario, che li portò in varie città della Puglia e della Lucania.
Nel loro viaggio apostolico Oronzo e Giusto predicarono il vangelo e celebrarono l'eucaristia ad Ostuni e Turi, in grotte carsiche scavate nel sottosuolo nelle quali riuscivano a sfuggire alle persecuzioni di Nerone e del suo ministro Antonino, grazie anche all'aiuto delle popolazioni convertite.
Andando via da Turi, i due apostoli si recarono a Siponto, a Potenza e a Taranto, per tornare poi a Turi, dove furono trovati dai legionari e ricondotti a Lecce, dove al termine di un processo sommario, accusati di perduellio (alto tradimento nei confronti degli dei dell'Impero), vennero condannati a morte per decapitazione, secondo le leggi dell'ordinamento romano. Dopo undici giorni di prigionia tra tormenti e vessazioni, furono condotti a tre chilometri da Lecce, dove suggellarono il loro amore a Cristo col martirio mediante decapitazione. Era il 26 agosto dell'anno 68 dopo Cristo.
I loro corpi furono pietosamente ricomposti e portati in gran segreto in una casupola di campagna di proprietà di una matrona cristiana di nome Petronilla. In seguito, in quel luogo fu edificata una cappella, poi sostituita da una chiesa progettata dall'architetto ingegnere Gaetano Capozza, il santuario di Sant'Oronzo fuori le mura e denominata dai leccesi "La Capu te Santu Ronzu", oppure "Santu Ronzu te fore" in ricordo di Oronzo e Giusto, martiri nel nome di Cristo.

## Culto

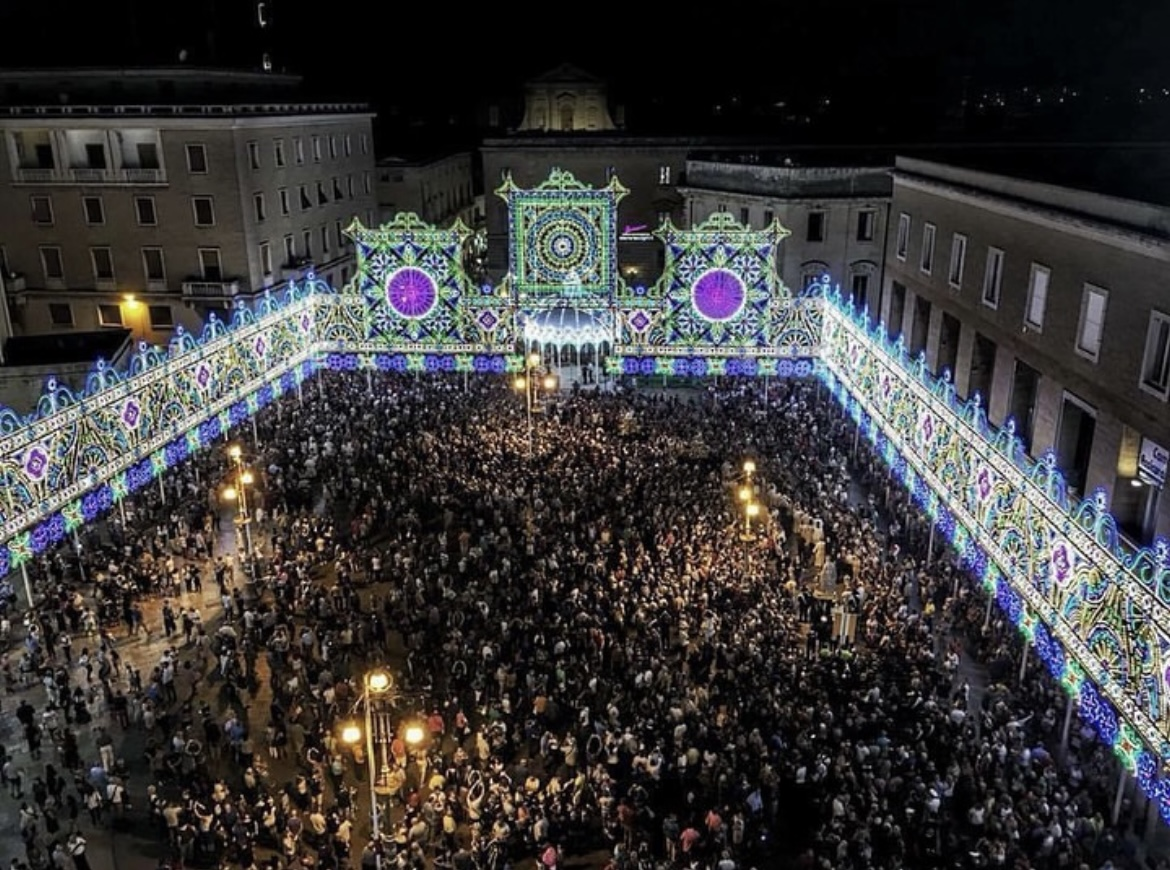
Luminarie in piazza Sant'Oronzo a Lecce in occasione della festa patronale del 2023

Il culto è antichissimo, ma scarsamente documentato nell'antichità. Viene celebrato il 26 agosto, nel giorno che ricorda il martirio. A causa delle alterne e drammatiche vicende storiche dell'intero territorio pugliese, segnato dalle numerose invasioni barbariche e conseguenti distruzioni, la memoria e il culto per il protovescovo leccese si andò sempre più affievolendo, senza però spegnersi del tutto, visto che di esso rimane traccia in alcuni documenti (il "Diploma di Tancredi" del 1181) e nella fiera di Sant'Oronzo (nundinae Sancti Ronzi), che si svolge a Lecce, da tempo immemorabile, nei pressi della Porta San Giusto, nell'ultima domenica di agosto, in ricordo del martirio di Sant'Oronzo. In generale il culto è documentato con certezza nei secoli XI-XII a Lecce, Taranto, Monte Sant'Angelo, Avellino, Monopoli e Siponto. Il culto principale oggi è a Lecce nel Salento, luogo di origine del santo, ma anche a Campi Salentina, ad Ostuni e Turi dove il santo ha pellegrinato in vita.
A Lecce infatti sorge nella cattedrale il grande altare commissionato proprio dalla città dedicato al santo sul lato destro del transetto dove risalta una grande tela di Giovanni Andrea Coppola raffigurante la gloria di sant'Oronzo e sul grande pilastro laterale vi è una lampada in pietra leccese a forma di conchiglia accesa a perenna memoria del luogo dove si crede fosse stato sepolto il santo.
La piazza principale della città, dove ha sede il municipio e alcuni tra i momunenti storici del centro, è intitolata a Sant'Oronzo e li svetta tra tutti la celebre Colonna di sant'Oronzo dalla fine del XVII secolo, una colonna romana alta circa 30 metri proveniente da Brindisi, una delle due colonne che segnavano la fine della Via Appia, che venne donata a Lecce in segno di devozione e sulla cui cima è posta una colossale statua del santo che guardando in basso benedice la sua città.
Oltre al santuario di sant'Oronzo fuori le mura, luogo del martirio del santo, nel centro storico di Lecce vi è anche il luogo dove la tradizione vuole che sant'Oronzo venne imprigionato prima della sua uccisione e dove oggi sorge la chiesa della Nova e anche li, a ricordo dell'evento, è ubicata un'altra lampada molto simile a quella della cattedrale che viene accesa nei giorni della festa.
Per il 2022, nel 2000º anniversario dalla nascita del santo, sempre a Lecce, l'arcivescovo Michele Seccia, in quanto successore diretto di sant'Oronzo come pastore della diocesi salentina, ha indetto il Giubileo Oronziano che si è aperto nel giorno della festa del 26 agosto 2021 con l'apertura in cattedrale di una porta santa e si è concluso il 26 agosto del 2022. Anche a Turi nel 2018 venne indetto il giubileo oronziano per il 1950º anniversario del martirio.

### Patronati

#### A Lecce e provincia
- Lecce

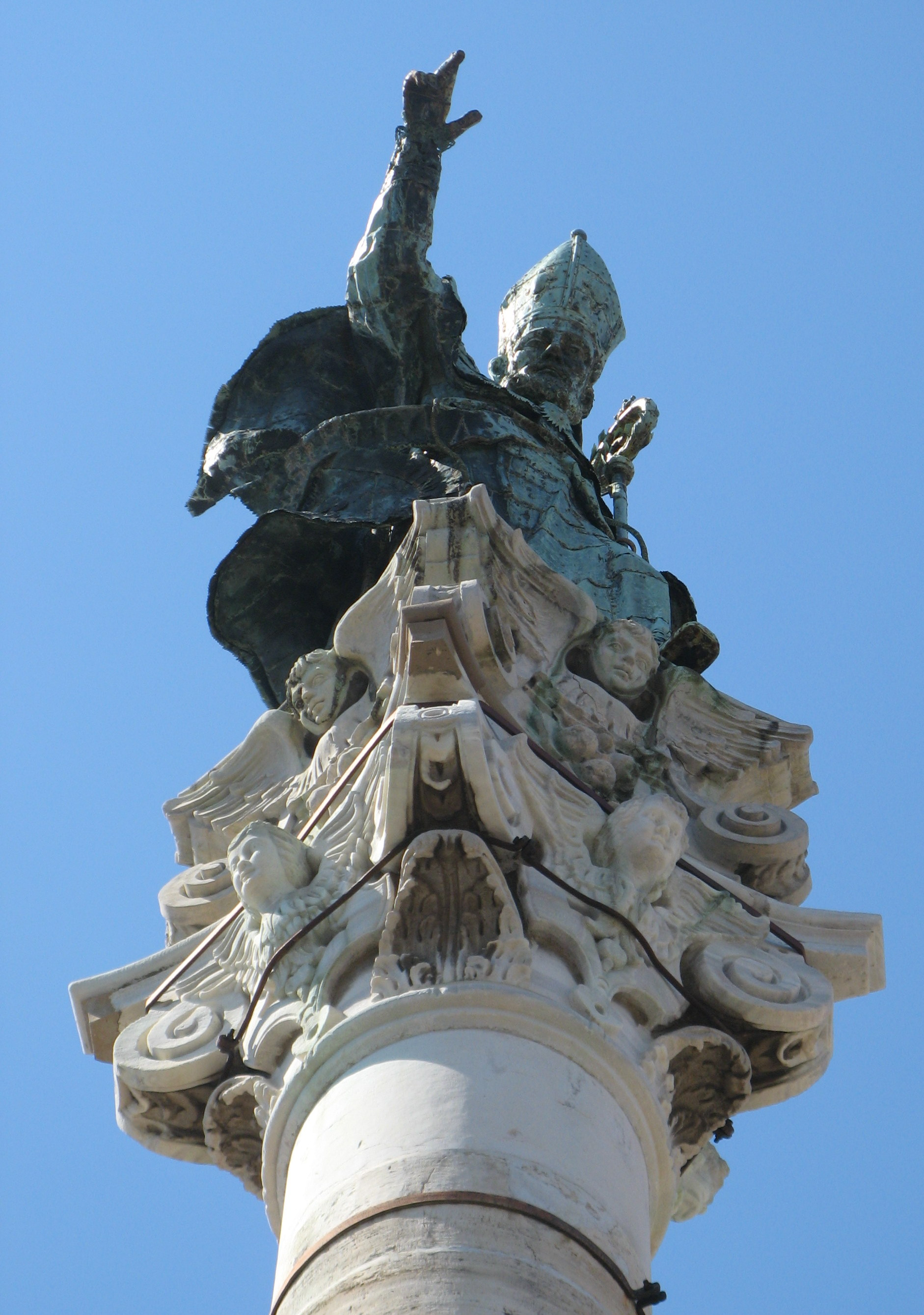
La Colonna di Sant'Oronzo (Lecce)

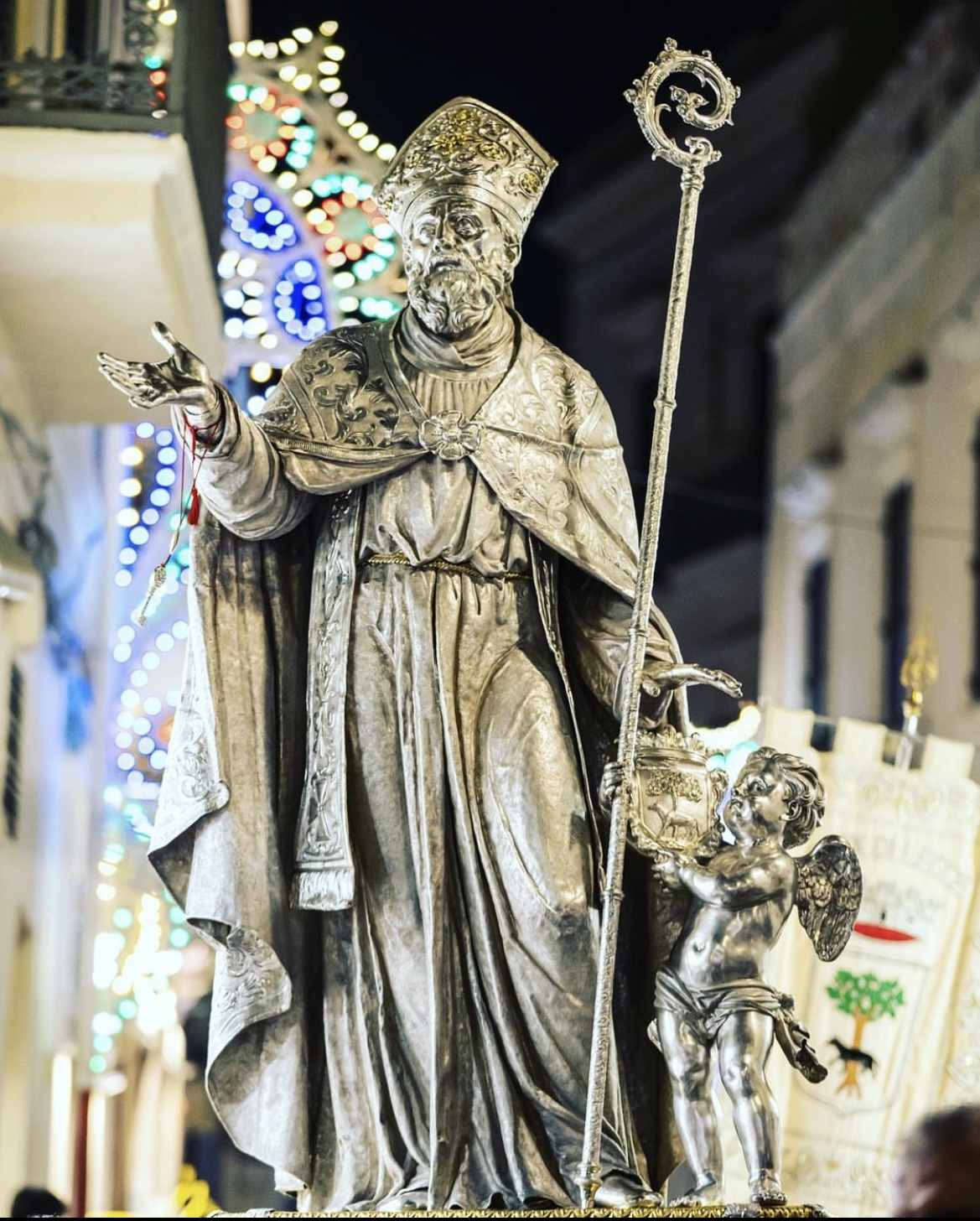
La grande statua argentea del santo portata in processione a Lecce

La città salentina vede e venera il santo come patrono principale non solo della città ma di tutta l'arcidiocesi, in quanto primo vescovo, e di tutto il Salento a partire dal 1658. In precedenza la santa patrona era santa Irene, ma in quell'anno, dopo l'attribuzione al santo della salvezza della città dalla peste, l'allora vescovo Luigi Pappacoda lo proclamò santo patrono principale della città ristabilendone la festività.
L'arcivescovo di Lecce è considerato quindi il diretto successore di sant'Oronzo.
Il capoluogo salentino festeggia Sant'Oronzo il 24, 25 e 26 agosto, in ricordo del suo martirio, celebrato da tutto il popolo leccese insieme all'arcivescovo di Lecce che viene considerato il successore del santo. In questa occasione la città trascorre tre giorni particolari di festa con numerosi riti religiosi e civili. Negli undici giorni precedenti la festa si celebra la cosiddetta "undena" in ricordo degli undici giorni di prigionia del santo prima del martirio. In quei giorni la città si prepara ai festeggiamenti addobbando la piazza principale a lui intitolata con le celebri luminarie e la cassa armonica per la banda cittadina. La festa risale al XVI secolo, anche se nel Diploma di Tancredi ne è attestata la fiera già dal Medioevo; fu sospesa nel 1640, per poi essere successivamente ripristinata nel 1658, anno in cui la leggenda devozionale vuole sant'Oronzo liberatore dei leccesi dalla peste. Fu così che sant'Oronzo divenne ufficialmente patrono della città al posto di santa Irene (nello stesso anno si aggiunse il patronato di san Fortunato). In tale occasione, venne donata dai brindisini il fusto marmoreo di una delle due colonne poste al termine della via Appia nel porto di Brindisi, per servire da basamento per una statua di sant'Oronzo in legno rivestita in rame che dominava l'omonima piazza leccese. La statua, distrutta da un incendio accidentale nel 1737, fu ripristinata appena due anni dopo. Un restauro nel 2019 ha costretto alla sostituzione con una copia della statua posta ufficialmente sulla colonna nel 2024.
La solenne processione dei santi patroni Oronzo, Giusto e Fortunato si svolge il 24 agosto a cui partecipa tutto il popolo di Lecce. Vengono portate solennemente in processione i tre simulacri dei santi: i due busti lignei risalenti al '600 di san Giusto e san Fortunato dipinti in oro e argento e la grande statua in argento massiccio di sant'Oronzo risalente all'800. Questa statua sostituisce un più antico busto sempre argenteo del santo patrono che oggi è conservato nel museo diocesano. Un curioso aneddoto riguarda questo antico busto: si narra, infatti, che il mezzo busto commissionato a fine '600 a Napoli presentasse sempre un difetto, vicino al sopracciglio; ad ogni fusione si ripresentava lo stesso difetto, finché, narra la leggenda, il santo stesso chiarì il tutto in sogno all'artista: in gioventù si era procurato una cicatrice vicino al sopracciglio.
Il 25 agosto è il giorno del ricordo del martirio e l'arcivescovo di Lecce celebra di mattina una messa particolare presso il suddetto santuario di Sant'Oronzo fuori le mura, luogo dell'uccisione del santo e la sera viene offerto l'olio in cattedrale che verrà utilizzato per la lampada tenuta perennemente accesa dove tradizione vuole sia stato sepolto il santo.
Il 26 agosto, giorno della solennità di sant'Oronzo, a Lecce è festa cittadina. Viene celebrato il solenne pontificale in cattedrale e in città e festa fino a sera tardi con il grande spettacol pirotecnico che conclude i festeggiamenti.
A Ottobre tradizionalmente si celebra un altro momento legato al culto storico del santo e che si è ripreso solo da alcuni anni che consiste in una processione che giunge a piedi fino al santuario di Sant'Oronzo fuori le mura nella zona più periferica della città. La processione riprende una più antica tradizione che si era purtroppo persa nei secoli e che celebrava nella terza domenica di ottobre un altro evento miracoloso del santo che lo vede protettore della città anche da un terribile terremoto il 12 ottobre 1858. In epoca antica si sa che la festa autunnale quasi eguagliasse, per splendore e solennità, quella di agosto. I fedeli infatti, dopo aver trascorso la giornata in preghiera al santuario, conducevano processionalmente in città un’effigie della santa testa del martire racchiusa in una teca di cristallo, sormontata da un baldacchino, che oggi è ancora conservata all'interno el santuario. Il corteo giungeva nei pressi di Porta Napoli quasi al tramonto e, dopo l’omaggio delle principali autorità civili ed ecclesiastiche, procedeva per la cattedrale tra centinaia di ceri e fiaccole ardenti che illuminavano il tragitto.
- Maglie (comprotettore insieme alla Madonna delle Grazie e San Nicola)
- Botrugno
- Muro Leccese
- Campi Salentina
- Diso
- Acaya
- Surbo

#### Città fuori provincia
- Turi. A Turi si narra che il santo fosse in predicazione e, per scappare dalle persecuzioni, si nascose in una grotta, che attualmente si trova nei pressi del cimitero comunale. A Turi, nonostante le persecuzioni che si succedettero con ferocia inaudita, nonostante le vessazioni causate da secoli di invasioni militari e culturali, tennero sempre viva la lampada della fede, che Oronzo secoli prima aveva acceso. Col trascorrere del tempo fu dimenticata l'esatta ubicazione dell'ingresso della sacra grotta, anche se da alcuni documenti si evince come quell'appezzamento di campagna fosse sempre stato chiamato "di Sant'Oronzio". Durante la terribile pestilenza degli anni 1656-1658, in cui morirono circa 800 turesi, sant'Oronzo apparve ad una verginella in preghiera, promettendo che avrebbe ottenuto da Dio la fine del morbo e le rivelò l'accesso della sacra grotta. Lì furono rinvenuti i segni della sua presenza durante l'età apostolica. Ma negli anni il culto del Santo si affievolì, fino a quando, nel 1726, alla fine del mese d'aprile, mentre si fabbricava un nuovo quarto di prospettiva del convento dei Padri Riformati di San Francesco sotto il titolo di San Giovanni Battista, un religioso, fra' Tommaso di Carbonara, frequentò spesso la grotta, mentre assisteva alla gente che scavava le pietre necessarie per la costruzione di cui sopra nel territorio vicino. Durante queste visite gli apparve il Santo che, lamentando la raffreddata devozione dei turesi, lo esortò a far portare una croce ed inalberarla nel largo che sovrastava la grotta in segno della sacralità del luogo. Quando la notizia fu divulgata, l'arciprete don Domenico Gonnella ordinò la formazione di una croce che, esaudendo la volontà del Santo, il 3 maggio fu solennemente portata alla grotta. In quel tempo la grotta naturale sita in piena campagna, lontana dall'abitato, doveva essere un luogo di difficile accesso per l'accresciuta folla di fedeli. Con le offerte fu così iniziata la costruzione di una grande chiesa, denominata Cappellone di Sant'Oronzo,[6] sulla sacra grotta ed intorno ad essa. Nel 1731, dopo il grave terremoto che colpì la zona tra il 20 e 21 marzo di quell'anno, il Capitolo della Insigne Collegiata chiese alla Sacra Congregazione dei Riti di dichiarare sant'Oronzo "Compatrono di Turi". Durante i festeggiamenti in suo onore, il 26, il busto del santo è trainato dalle mule in città su un carro trionfale (voto dei turesi nel 1851 per aver salvato la città dal colera), alto 15,15 m, che attraversa il corso principale della cittadina sovrastato da arcate luminarie alte 16 metri.

- Ostuni. Sant'Oronzo si nascose anche in una grotta a Ostuni, nel luogo dove è stata poi costruita la chiesa e il relativo santuario. I festeggiamenti si svolgono nella Città Bianca il 25, 26 e 27 agosto con la rinomata Cavalcata di Sant'Oronzo, una processione nella quale sfilano esponenti del clero e dell'amministrazione comunale, seguiti da cavalli e cavalieri, con stoffe rosse ricche di ricami e lustrini. I festeggiamenti comprendono anche due fiere e uno spettacolo di fuochi.

- Paola. Qui sant'Oronzo è conosciuto anche come "Oronzo l'Accompagnatore", o "Ermete l'Accompagnatore". La leggenda narra, infatti, che sant'Oronzo, con un piccolo calesse, riuscì miracolosamente a trarre in salvo gli abitanti della città, minacciata dall'ennesima rivolta dei Bruzi che ormai l'avevano cinta d'assedio. Ogni anno, il 13 marzo, questo fatto viene ricordato dai paolani con una fiera.

### Associazione comuni oronziani
Il 20 febbraio 2020, a Botrugno, si è tenuta una conferenza pubblica con la presenza degli amministratori dei comuni che hanno come patrono sant'Oronzo o che si intrecciano alle vicende storiche del santo, per condividere la possibilità di utilizzare il modello dell'Organizzazione Territoriale (O.T.) per unire le relative città e promuovere il cammino religioso che li unisce a fini religiosi, culturali e anche del turismo stesso.
In questa occasione tutti i sindaci hanno firmato un'apposita convenzione che unisce i Comuni in questo sforzo comune dando origine all Associazione Comuni Oronziani. La Regione Puglia presente al Convegno con il presidente Michele Emiliano ha rappresentato l'interesse e il sostegno a tutti i comuni valorizzando l'idea dei cammini che attraversano la Regione come quello dell'itinerario culturale europeo costituito dalla Via Francigena nel Sud.
Membri di questa unione sono i comuni di:
- Botrugno – Comune Capofila
- Caprarica di Lecce
- Campi Salentina
- Diso
- Lecce
- Muro Leccese
- Ostuni
- Surbo
- Turi
- Vernole

Nel 2023 si è aggiunto anche Andrano nell'interessamento per il progetto del cammino religioso che partendo Da Turi dovrà attraversare tutti i comuni fino appunto alla città del capo salentino.